# Esquirol dels matolls
Els esquirols dels matolls (Paraxerus) són un gènere de rosegadors esciüromorfs de la família dels esciúrids. Es troben a l'Àfrica subsahariana.

## Taxonomia
- Paraxerus alexandri
- Paraxerus boehmi
- Paraxerus cepapi
- Paraxerus cooperi
- Paraxerus flavovittis
- Paraxerus lucifer
- Paraxerus ochraceus
- Paraxerus palliatus
- Paraxerus poensis
- Paraxerus vexillarius
- Paraxerus vincenti